# Crenicara
Crenicara, deutsch Schachbrettcichliden, ist eine Gattung kleiner südamerikanischer Buntbarsche, die im mittleren und westlichen Amazonasbecken und in Guyana vorkommt. Der Gattungsname bezieht sich auf den gesägten Rand des Vorkiemendeckels und setzt sich aus dem griechischen krene („Kamm“) und „Acara“, eine andere Gruppe von Buntbarschen ohne gezähnelten Vorderkiemendeckelrand, abgeleitet von acará, der Bezeichnung für Buntbarsche in einer Tupí-Guaraní-Sprache, zusammen.

## Merkmale
Crenicara-Arten sind mäßig langgestreckt, seitlich abgeflacht und haben ein abgerundetes Kopfprofil. Sie werden 11 bis 12 cm lang, wobei die Weibchen kleiner bleiben. Das Maul ist klein und unterständig, die Augen sind relativ groß. Die Fische sind graubraun gefärbt und ein dunkles Längsband bzw. eine Reihe fast rechteckiger Flecken zieht sich vom Auge bis zum Schwanzstiel. Die Weibchen haben orange bis rötliche Bauchflossen. Als diagnostisches Merkmal der Gattung galt ursprünglich der gesägte Rand des Vorkiemendeckels. Da aber auch andere Gattungen dieses Merkmal zeigen, u. a. Apistogramma, Microgeophagus und Satanoperca, werden heute die vier Poren des sensorischen Systems auf dem Unterkieferknochen (Dentale) für die Gattungdiagnose herangezogen. Im Unterschied zu den Cichlasomatini fehlt bei Crenicara die vorderste Pore.

## Arten
Zurzeit (Juni 2023) werden zwei Arten in die Gattung Crenicara gestellt:
- Crenicara latruncularium Kullander & Staeck, 1990
- Crenicara punctulatum (Günther, 1863)

Lange Zeit wurde auch der Gabelschwanz-Schachbrettbuntbarsch (Dicrossus filamentosus) in der Gattung Crenicara geführt. Heute wird diese Art und ihre Verwandten, die alle schlanker sind und kleiner bleiben als die Crenicara-Arten, in die Gattung Dicrossus gestellt.